# 337 v.Chr.
Het jaar 337 v.Chr. is een jaartal volgens de christelijke jaartelling. 

## Gebeurtenissen

### Perzië
- Bagoas probeert zijn voormalige leerling, koning Arses, in zijn macht te krijgen en invloed uit te oefenen op diens bewind. Door zijn ervaring en hoge positie slaagt hij hierin, waardoor er abrupt een einde komt aan de heropleving van de kracht van de Perzen en het centrale bestuur weer in verval raakt en het Perzische rijk weer sterk wordt verzwakt.
- Bagoas vermoordt alle broers van Arses om nog meer macht te verwerven.
- Bisthanes, een broer van Arses, ontsnapt aan Bagoas en vlucht Perzië uit (volgens Arrianus).
- De Babyloniërs en Egyptenaren maken gebruik van de intriges aan het hof in Perzië en komen in opstand. In Egypte regeert de inheemse vorst Chababasj en in Babylon grijpt de edelman Nidin-Bel de macht.
- Het Macedonische leger onder Parmenion, Attalus, Amyntas en Andromenes doet een inval in Klein-Azië.
- In het Westen breekt er een conflict uit over de opvolging van Mentor van Rhodos, doordat het centrale bestuur niet genoeg gezag heeft om voor een nieuwe opperbevelhebber te zorgen.
- Satraap Artasata van Armenië komt in opstand tegen het gezag van koning Arses.

### Griekenland
- De Korinthische Bond wordt onder leiding van Philippus II van Macedonië opgericht.
- In Korinthe worden de Griekse stadstaten bij de Tempel van Apollo in een alliantie verenigd.
- Sparta weigert het vredesverdrag van de Bond te ondertekenen.
- Koning Philippus II van Macedonië trouwt met Cleopatra, Olympias blijft zijn hoofdvrouw, maar Cleopatra krijgt wel een hogere positie dan bijvrouw.

### Italië
- Gaius Sulpicius Longus en Publius Aelius Paetus zijn consul in het Imperium Romanum.
- In Rome wordt voor het eerst een plebejer tot praetor gekozen.

## Geboren
- Demetrius Poliorcetes, koning van Macedonië (jaartal bij benadering)

## Overleden
- Timoleon, Grieks veldheer en staatsman (74)
- Shang Yang, Chinees filosoof (jaartal bij benadering)